# Tiền Tiến, Giai Mộc Tư
Tiền Tiến (chữ Hán giản thể: 前进区, âm Hán Việt: Tiền Tiến khu) là một quận thuộc địa cấp thị Giai Mộc Tư, tỉnh Hắc Long Giang, Cộng hòa Nhân dân Trung Hoa. Quận Tiền Tiến có diện tích 14 km², dân số 150.000 người. Mã số bưu chính của Tiền Tiến là 154002. Quận Tiền Tiến được chia thành 4 nhai đạo: Phấn Đấu, Vĩnh An, Trạm Tiền, Nam Cường, Lương Tử Hà. Các đơn vị này lại được chia thành 41 khu xã.